# Leioproctus erythropyga
Leioproctus erythropyga là một loài Hymenoptera trong họ Colletidae. Loài này được Maynard mô tả khoa học năm 1997.

## Hình ảnh

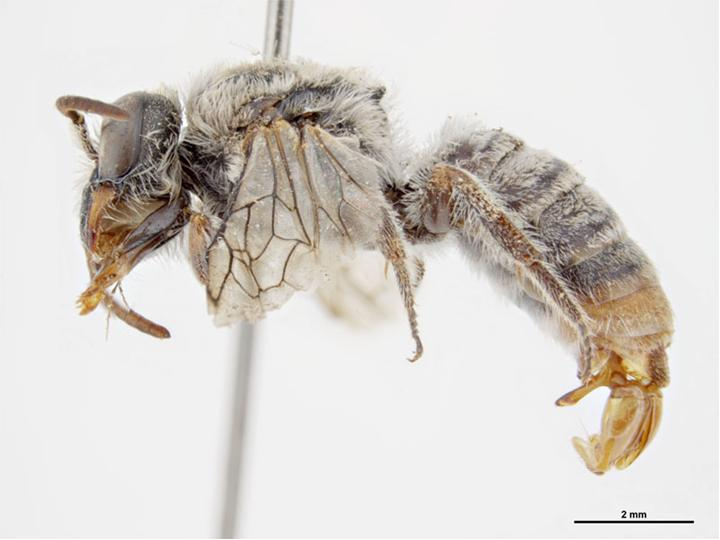